# Sha'Carri Richardson
Sha'Carri Richardson (Dallas, 25 de marzo de 2000) es una deportista estadounidense que compite en atletismo, especialista en las carreras de velocidad.
Participó en los Juegos Olímpicos de París 2024, obteniendo dos medallas, oro en el relevo 4 × 100 m y plata en los 100 m. Ganó tres medallas en el Campeonato Mundial de Atletismo de 2023, oro en 100 m y 4 × 100 m y bronce en 200 m.

## Trayectoria
En 2019 ganó los 100 m del Campeonato de la NCAA.
Se clasificó para los Juegos Olímpicos de Tokio 2020, pero no pudo participar porque fue suspendida al dar positivo por THC (el principal constituyente del cannabis). Después de esto, se vio afectada por una depresión, que se vio agravada con la muerte de su madre. Lo que le condicionó para no poder clasificarse para el Mundial de 2022.
En 2023 ganó los 100 m en dos encuentros de la Liga de Diamante. Obtuvo la medalla de oro en el Campeonato Mundial de Atletismo de 2023, en la prueba de 100 m, con un tiempo de 10,65 s, por delante de las jamaicanas Shericka Jackson y Shelly-Ann Fraser-Pryce.
Entrena y estudia en la Universidad Estatal de Luisiana. Es públicamente bisexual.

## Palmarés internacional
| Juegos Olímpicos   | Juegos Olímpicos   | Juegos Olímpicos  | Juegos Olímpicos |
| Año                | Lugar              | Medalla           | Prueba           |
| ------------------ | ------------------ | ----------------- | ---------------- |
| 2024               | París (Francia)    | Medalla de oro    | 4 × 100 m        |
| 2024               | París (Francia)    | Medalla de plata  | 100 m            |
| Campeonato Mundial |                    |                   |                  |
| Año                | Lugar              | Medalla           | Prueba           |
| 2023               | Budapest (Hungría) | Medalla de oro    | 100 m            |
| 2023               | Budapest (Hungría) | Medalla de oro    | 4 × 100 m        |
| 2023               | Budapest (Hungría) | Medalla de bronce | 200 m            |

## Premios y nominaciones
| Año  | Premio              | Nominado             | Categoría                    | Resultado | Ref.  |
| ---- | ------------------- | -------------------- | ---------------------------- | --------- | ----- |
| 2025 | Kids' Choice Awards | Sha'Carri Richardson | Deportista femenina favorita | Nominada  | [ 9 ] |